# Senegâmbia
A Senegâmbia foi uma confederação formada em 1 de fevereiro de 1982 entre o Senegal e a Gâmbia, dois países vizinhos da África Ocidental, através de um pacto que unia instituições comuns e uma integração das forças armadas e de segurança.
A Senegâmbia foi dissolvida em 30 de Setembro de 1989 por divergências entre os dois países.